# Biosfærereservat
Et biosfærereservat er en internationalt vedtaget betegnelse for visse typer naturreservater. Projektet blev startet i 1971, og blev en del af UNESCOs program "Man and the Biosphere" i 1990'erne, og er senere slået igennem internationalt, så der i dag på verdensplan er 738 biosfærereservater i 134 lande. Pr.  2023 22 af disse er grænsoverskridende, og de er alle samlet i Verdensnetværk af biosfærereservater.
Biosfærereservater adskiller sig fra traditionelle beskyttelsesområder ved at de kombinerer kærneområder underlagt strenge restriktioner med zoner hvor der foregår bæredygtig erhvervsudøvelse.
Nordøstgrønland blev allerede i 1977 udpeget som biosfærereservat, og var med 97.200.000 ha verdens største. Det blev dog ophævet i 2019, så nu er det eneste danske Biosfærereservat Møn der sammen med de nærliggende øer Nyord og Bogø blev  udpeget som biosfærereservat i 2017.